# Велике (Роменський район)
Вели́ке — село в Україні, Сумській області, Роменському районі. Населення становить 42 особи. Входить до складу Роменської міської громади. До 2020 орган місцевого самоврядування — Зарудянська сільська рада.

## Географія
Селом протікає річка Безіменна, права притока Хоролу.
На відстані 1 км розташоване село Заруддя.

## Історія
12 червня 2020 року, відповідно до розпорядження Кабінету Міністрів України № 723-р «Про визначення адміністративних центрів та затвердження територій територіальних громад Сумської області», село увійшло до складу Роменської міської громади.
19 липня 2020 року, в результаті адміністративно-територіальної реформи та ліквідації Роменського району(1930—2020), увійшло до складу новоутвореного Роменського району.

## Економіка
- Молочно-товарна, пташинно-товарна і вівце-товарна ферма, машино-тракторні майстерні.